# مقام الشيخ شعلة
مقام الشيخ شعلة أو جبل الشيخ شعلة هو أحد الجبال المُطلة على قرية الناقورة وبلدة سبسطية في محافظة نابلس، يتواجد عليه بقايا قلعة بيزنطية تم إنشائها عليه.
يرتفع الجبل 450 مترًا عن مستوى سطح البحر، لكنه بالنسبة للمنطقة المُحيطة به يحتلُ موقعًا إستراتيجيًا مُهمًا، وعلى الأرجح استخدم لأغراض عسكرية، بُنيت عليها مقامات من بينها مقام بازيد في قرية برقة، ومقام باسم المزار يقع على جبل تابع لقرية الناقورة.

## تاريخ
يُعد المقام محطة روحية في عدة مناسبات دينية حيث تُقام فيه زيارات منظمة من مشايخ الطائفة الدرزية إضافة إلى أهالي الجليل والكرمل. وتتحول هذه الزيارات أحيانًا إلى مهرجانات تراثية يُستعاد فيها طيف الماضي بروحانية خاشعة.
لا يقتصر دور مقام الشيخ شعلة على كونه مزارًا دينيًا فقط بل يُنظر إليه أيضًا كرمز للتعايش المشترك بين أبناء المنطقة وتاريخٍ يُجسّد ارتباط الناس بأرضهم وجذورهم الروحية. كما يُستخدم الموقع أحيانًا كمكان للقاءات حوارية بين الطوائف مما يعزز من قيم التسامح والانتماء.

## الشيخ شعلة

### من هو الشيخ شعلة
الشيخ شعلة هو شخصية دينية يُعتقد أنها عاشت في الفترة الإسلامية المبكرة أو في العهد الفاطمي وقد اشتهر بالزهد والتقوى وكان له أثر في نشر الحكمة والمعرفة الروحية بين سكان المنطقة. وتقول بعض الروايات المحلية إن اسمه "شعلة" جاء نسبةً إلى "نور المعرفة" الذي كان ينير به نفوس من حوله وليس اسمه الحقيقي مما يضفي عليه هالة من الغموض والقداسة.

## التسمية
أُخذ اسمه من إشعال النيران عليه كوسيلة تواصل مع المواقع الأخرى عند وقوع أخطار، أو للتنبيه لمناسبات معينة، أو أمور أخرى.
قد يكون هذا صحيحا، لكنه غير كاف، لإكمال حكاية الشيخ شعلة، فمن خلال كتابات رائد الفولكلور الفلسطيني توفيق كنعان، أشار ان اسمه الشيخ محمد شعلة، وان موقعه هذا كان جزء من التحولات التي شهدتها مواقع عديدة في فلسطين، فهناك الكثير من الكنائس تحولت إلى مساجد، ومزارات مسيحية، أصبحت مزارات إسلامية، أو مزارات مشتركة لأتباع أديان مختلفة.

## الموقع
يقع مقام الشيخ شعلة في المنطقة الشمالية من فلسطين التاريخية ضمن أحراش الجليل الأعلى وتحديدًا إلى الشمال الشرقي من بلدة سخنين. يُعد هذا المقام من أبرز المعالم الروحية والدينية لدى الطائفة الدرزية كما يحظى باحترام من سكان المنطقة عمومًا من مسلمين ومسيحيين ودروزًا لما له من رمزية دينية وتاريخية.
يقع المقام على تلة مرتفعة وسط الغابات الكثيفة التي تزدهر بأشجار السنديان والبطم والصنوبر وهو موقع يُضفي طابعًا من السكينة والرهبة. ويُعد المقام نقطة جذب للزائرين الذين يبحثون عن الهدوء أو يرغبون في التأمل والتضرع.

## البناء
يتميّز مقام الشيخ شعلة ببساطته العمرانية فبُني من الحجارة المحلية ويضم قبة صغيرة وغرفة داخلية يُعتقد أنها تحتوي على قبر الشيخ. وقد تم ترميم البناء في عدة مراحل دون المساس بجوهره الأصلي حفاظًا على طابعه التاريخي والتراثي.

### مراحل البناء
مر هذا المقام بمرحلتين من البناء هما:
- الأولى: زمن الناصر صلاح الدين الأيوبي في فترة حروبه للفرنجة فنظراً لقربه من قرية سبسطية أصبح البناء أشبه بقلعة عسكرية تقوم بوظيفة رصد حركة الإتصال وتبادل المعلومات الاستخبارية مع القلاع المقابلة له في الجبال المحيطة كجبل بايزيد وغيره، فكانت حركة الإتصال وقتها تعتمد على النار كإشارة، ومن هنا أتت تسميت ذلك المَعلم بالشيخ شُعلة.
- الثانية: فترة الدولة العثمانية إبان صراع كل من (الحفاة/ سيف) على زعامة وادي الشعير، فنتيجة لذلك الصراع خرج الحفاة مهزومين إلى ذلك المقام وقاموا بإعادة ترميمه وهذا ما يظهر عليه الشكل الحالي للبناء بكل تفاصيله، وكان يوجد إلى جانب المقام عدد كبير من الآبار إضافة إلى وجود مزار صغير من الجهة الغربية هُدِم قبل عقدين من الزمان وكان يتسع لعشرة مصلين.

في فترة العهد الأردني عملت دائرة المساحة في السنوات 1958-1961م على تحويل مقام الشيخ شعلة من أراضي إجنسنيا إلى قرية الناقورة.